# Psychokineza

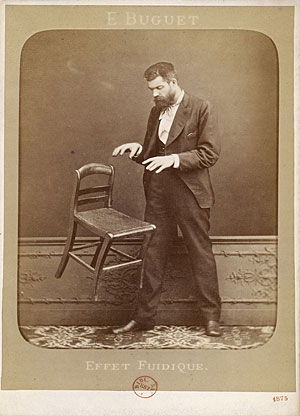
Edouard Isidore Buguet, fotograf i oszust, związany z nurtem spirytualistycznym

Litera psi jest w parapsychologii oznaczeniem wszystkich zjawisk paranormalnych (m.in. psychokinezy)

Telekineza, psychokineza – rzekomy wpływ na fizyczne otoczenie na odległość, mocą psychiczną, bez fizycznej ingerencji, która popularna jest w fantastyce naukowej i parapsychologii.

## Podział
- telekineza – zdolność przesuwania przedmiotów siłą umysłu;
- teleportacja – przenoszenie przedmiotów, ściąganie przedmiotów i to nawet z bardzo odległych miejsc bez strat czasowych;
- pirokineza – psychokinetyczne działanie mikro polegające na zwiększaniu temperatury obiektu, prowadzącego do jego zapalenia (samozapłonu). Poprzez zwiększenie częstotliwości drgań cząsteczek zwiększa się temperatura obiektu;
- kriokineza – psychokinetyczne działanie mikro polegające na zmniejszeniu temperatury obiektu. Poprzez zmniejszenie częstotliwości drgań cząsteczek, zmniejsza się temperatura obiektu;
- hydrokineza – określenie oznaczające umiejętność tworzenia lub zwiększania ilości wody w stanie ciekłym używając psychokinezy do powielenia cząsteczek w niej zawartych. Polega także na umiejętności manipulacji wodą;
- biokineza – modyfikowanie kodu DNA za pomocą psychokinezy;
- aerokineza – nazwa określająca psychokinetyczną kontrolę nad powietrzem na poziomie cząsteczkowym za pomocą manipulacji energią;
- geokineza – kontrola nad ziemią, przewidywanie i powodowanie trzęsień ziemi;
- magnetokineza – umiejętność kontroli nad siłami magnetyzmu i metalami;
- atmokineza – umiejętność kontroli pogody;
- gyrokineza – umiejętność kontroli grawitacji na danym obszarze;
- chronokineza – kontrola nad przepływem czasu, zatrzymywanie go;
- audiokineza – umiejętność manipulowania falami dźwięku;
- inokineza – umiejętność kontrolowania przestrzeni, zakrzywiania jej i tworzenia obiektów.[potrzebny przypis]